# Эллери Куин и идеальное преступление
«Эллери Куин и идеальное преступление» (англ. Ellery Queen and the Perfect Crime) — американский детективный фильм с элементами комедии режиссёра Джеймса П. Хогана, который вышел на экраны в 1941 году.
Это третий фильм в серии студии Columbia Pictures о детективе-любителе Эллери Куине, во всех трёх фильмах эту роль сыграл Ральф Беллами. Сценарий фильма написан по мотивам романа Эллери Куина «Дьявол заплатит» (англ. The Devil to Pay) (1938).
В этом фильме коварный бизнесмен Джон Мэтьюз (Дуглас Дамбрилл), узнав о предстоящем крушении принадлежащей ему дамбы, продаёт все акции своей энергетической компании, не сообщая об этом своему ближайшему партнёру Рэю Джордану (Х. Б. Уорнер). Мэриэн, дочь Джордана (Линда Хейс), помолвлена с сыном Мэтьюза Уолтером (Джон Бил), который, узнав о махинациях отца, уходит из дома. Мэтьюз обращается к инспектору полиции Ричарду Куину (Чарли Грейпвин) и его сыну Эллери (Ральф Беллами) с просьбой найти Уолтера, и вскоре после этого Мэтьюза убивают. Главным подозреваемым становится Рэй Джордан, который в результате действий Мэтьюза оказался банкротом, в круг подозреваемых попадают также Уолтер, который поссорился с отцом из-за его мошеннических дел, взбалмошная сестра убитого Карлотта Эмерсон (Спринг Байингтон), которая может унаследовать его деньги, и семейный адвокат Энтони Родс (Сидни Блэкмер), который обещает на ней жениться, рассчитывая таким образом стать совладельцев имущества Мэтьюза. В результате расследования Эллери устанавливает, что Мэтьюз был убит отравленной стрелой, которую выпустил дворецкий Джордана, также потяревший все деньги из-за банкротства компании.
Критики пришли к выводу, что это один из лучших фильмов в этом в целом неудачном сериале, благодаря своей близости к первоисточнику и качественной актёрской игре. Одновременно было отмечено, что сюжет чрезмерно путаный, и в нём есть несколько неудачных комедийных эпизодов.

## Сюжет
Когда президент энергетической компании Джон Мэтьюз (Дугласс Дамбрилл) выясняет, что одна из плотин его компании в результате наводнения, скорее всего, обвалится и выйдет из строя, он быстро и тайно продает свои активы и активы своего сына Уолтера. Узнав о проблемах с плотиной, один из крупных акционеров Рэй Джордан (Х. Б. Уорнер) расспрашивает об этом своего многолетнего друга и партнёра Мэтьюза, но тот уверяет его, что всё совершенно безопасно и в полном порядке. На следующий день плотина решится, что приводит к банкротству как Джордана, так и его дворецкого Генри (Уолтер Кингсфорд), которые вложили в компанию свои сбережения. Узнав о двуличии своего отца, Уолтер Мэтьюз (Джон Бил), влюбленный в дочь Джордана Мэриан (Линда Хейс), осуждает его и уходит из дома, несмотря на возражения своей тёти Карлотты Эмерсон (Спринг Байингтон) и семейного адвоката Энтони Родса (Сидни Блэкмер).
Несколько дней спустя Мэтьюз отправляется в полицейское управление Нью-Йорка, чтобы попросить инспектора Куина (Чарли Грейпвин) найти пропавшего Уолтера. Услышав просьбу Мэтьюза, сын инспектора Эллери Куин (Ральф Беллами) решает помочь своему другу Уолтеру, которого знает как честного человека. Тем временем, чтобы покрыть убытки, Джордан выставляет дом и всё своё имущество на аукцион. Уолтер же решает за счёт денег, полученных от продажи своих акций, помочь Джордану и его семье. На аукционе Эллери по поручению Уолтера скупает все лоты и возвращает их Джорджану. Затем после настойчивого приглашения отца Уолтер всё-таки приезжает к нему для разговора.
Проходит некоторое время… В следующей сцене Уолтер находится в кабинете отца. Отец убит, а Уолтер кладёт кинжал в его руку. В этот момент кто-то сзади бьёт Уолтера по голове, и он теряет сознание. Прибывший адвокат Родс обнаруживает тело Мэтьюза с торчащим из груди кинжалом, после чего вызывает полицию, а затем идёт к Карлотте, инструктируя её, как отвечать на вопросы. Увидев тело и кинжал, инспектор Куин склоняется к версии, что это было самоубийство. Однако вскоре в кабинете обнаруживают именной карандаш Джордана, после чего подозрение падает на него. Когда выясняется, что за день до этого Джордан резко спорил с Мэтьюзом по поводу продажи акций и даже угрожал ему, полиция считает это достаточным основанием для задержания Джордана. А после того, как Родс заявляет, что Мэтьюз планировал исключить Уолтера из своего завещания, серьёзное подозрение падает и на Уолтера. Однако Эллери не согласен с выводами своего отца, особенно после того, как выясняется, что рана в грудь была слишком поверхностной, чтобы стать причиной смерти. Его сомнения находят подтверждение, когда вскрытие показывает, что Мэтьюз умер от яда, а затем Эллери доказывает, что тело мёртвого Мэтьюза было перенесено в кабинет с террасы. Заподозрив Уолтера в том, что он действует против её отца, Мэриэн прогоняет его из дома. Тем временем Родс и Карлотта вносят залог за Джордана, и тот выходит из тюрьмы.
Следующим вечером Тоуу, любимая обезьянка Карлотты, играя на террасе, находит стрелу, укусив которую, мгновенно умирает. Поняв, что стрела, должно быть, была отравлена, Эллери мчится в дом Джордана, где, как он помнит, видел коллекцию стрел. Когда он входит в гостиную, открывается стенная панель, и рядом с его головой пролетает стрела. Преследуя нападавшего, Эллери бежит через сад к бассейну, где обнаруживает, что стрелял Генри, дворецкий Джордана, который сразу же сознаётся, что хотел отомстить за то, что Мэтьюз его разорил. После этого Эллери догадывается, что Джордан, считая, что убийство совершил Уолтер, не раскрывал своё алиби, чтобы таким образом защитить его. Уолтер же, полагая, что убийство совершил Джордан, перенёс тело с террасы в кабинет, где нанёс ему ножевое ранение, чтобы всё выглядело как самоубийство. Таким образом он надеялся снять с Джордана обвинение в совершении преступления. После задержания убийцы с Джордана снимают все подозрения, а Уолтер и Мэриан мирятся.

## В ролях
- Ральф Беллами — Эллери Куин
- Маргарет Линдси — Никки Портер
- Чарли Грейпвин — инспектор Куин
- Спринг Байингтон — Карлотта Эмерсон
- Х. Б. Уорнер — Рэй Джордан
- Джеймс Бёрк — сержант Вили
- Дугласс Дамбрилл — Джон Мэтьюз
- Джон Бил — Уолтер Мэтьюз
- Линда Хейс — Мэриэн Джордан
- Сидни Блэкмер — Энтони Родс
- Уолтер Кингсфорд — Генри
- Хонорабл Ву — Ли
- Чарльз Лейн — доктор Праути

## История создания фильма
Это третий фильм в киноцикле студии Columbia Pictures об Эллери Куине. Во второй раз подряд постановщиком стал Джеймс П. Хоган, а Беллами в третий раз сыграл главную роль. Фильм основан на романе Эллери Куина «Дьявол заплатит», вышедшем в журнале Cosmopolitan в 1936 году и отдельной книгой в 1938 году.
Рабочими названиями этого фильма были «Дьявол заплатит» (англ. The Devil to Pay) и «Дьявол платит» (англ. The Devil Pays).
Фильм находился в производстве с 9 по 22 мая 1941 года и вышел на экраны 14 августа 1941 года.
На основе сценария была издана новеллизация, автором которой Эллери Куин не является.

## Сравнение романа и фильма
Как пишет историк кино Джин Блоттгер, «фильм довольно точно повторяет сюжет романа». Беккер также отмечает, что «фильм и роман имеют один и тот же сюжет, хотя некоторые имена были изменены». Как далее пишет Беккер, «книга довольно интересная, поскольку вышла в то время, когда авторы решили оживить сухой образ Эллери Куина, придав ему больше человеческих черт». На этот раз в романе действие происходит в Голливуде, Эллери работает киносценаристом, а инспектора Куина и сержанта Вели в романе нет. В книге Джона Мэтьюза зовут Солли Спет, а Джордана — Рис. В финале романа Эллери находит настоящего убийцу, который «немного отличается от убийцы из фильма». По мнению Беккера, «сюжет книги более сложный» , и «интрига в ней намного лучше, чем в фильме».
Существенным отличием является то, что в романе повествование ведётся от лица Валери Джоардан (в фильме её зовут Мэриэн), которая надеется самостоятельно раскрыть убийство, она ключевой персонаж книги, а Эллери Куин начинает действовать только в конце повествования. Это, по словам Беккера, «придает сюжету звучание, отличное от многих предыдущих романов о Куине». Читателю действительно передаются противоречивые чувства Валери, которая то думает, что убийство совершил её отец, то подозревает своего жениха Уолтера. В фильме же «переживания Мэриан затронуты лишь слегка».

## Оценка фильма критикой
После выхода фильма газеты писали, что этот фильм «на сегодняшний день является наименее захватывающим из всех в сериале… Прекрасный актёрский состав тратится впустую из-за путаного сценария, который не дает ни одному из актёров возможности по-настоящему ярко проявить себя. Режиссёрские ошибки Джеймса Хогана в том, что он ввёл слишком много посторонних персонажей, и, несмотря на множество подозреваемых, не хватает элементов неожиданности и саспенса. Комедийные моменты между молодым Куином и его напористой секретаршей Никки Портер — одни из самых ярких моментов в картине… настоящий убийца становится полной неожиданностью для зрителей, но развязка получается очень слабой». Также говорилось, что фильм составит хорошую пару основному фильму на сдвоенных сеансах. У картины «исключительно хороший актёрский состав, которому помогает история Эрика Тейлора и умная режиссура Джеймса Хогана». С другой стороны, отмечалось, что это «обычная детективная мелодрама категории В. Следуя формуле, установленной для фильмов такого типа, сюжет представляет нескольких персонажей в подозрительном свете, заставляя гадать о личности убийцы. Сюжет несколько запутан, а поскольку персонажи слишком разговорчивы, действие иногда замедляется. Есть немного комедии и романтики». Также критики писали, что «по актёрскому составу этот фильм является лучшим из трёх. И наоборот, постановка хуже всех с точки зрения развлечения для зрителей, несколько сбавляя обороты в середине, когда попытка бросить тень подозрения на всех персонажей оказывается чрезмерной и безуспешной, и, так сказать, сходит на нет в конце, когда детектив, которого ожидали поклонники Эллери Куина, раскроет тайну удивительным образом».
Современный историк кино Дерек Виннерт написал, что это «скромный детективный триллер, который оживляет прекрасный актёрский состав… Здесь есть немного саспенса и тайны, а также обязательные незатейливые комедийные эпизоды на пути к раскрытию хорошо скрытого преступления». По мнению критика Рона Беккера, "детективный аспект истории хорошо проработан, и сначала предполагается самоубийство, а когда самоубийство исключается, подозрения в убийстве переходят от одного человека к другому. Подозреваемых много, поскольку в особняке Мэтьюзов бывает множество странных людей. Когда Эллери приходит к выводу, что убийство произошло не в кабинете, а на террасе особняка, а затем тело было перенесено в дом, необходимо разработать новую версию убийства. Как отмечает Беккер, «хотя убийцей оказывается человек, у которого ещё меньше шансов совершить преступление, чем у наименее вероятного подозреваемого, тайна убийства раскрывается хорошо и всегда вызывает интерес».
Наряду с этим Беккер отмечает, что «качество фильма снижается из-за нескольких комедийных сцен, обычно с участием Никки Портер. Эллери Куин снова показан неуклюжим: Эллери и Никки сбивают друг друга с ног, а Эллери случайно стреляет из большого пистолета на аукционе». Беккер удивлён, что в этой картине «создатели фильма вновь не проявляют уважения к главному детективу». Кроме того, критик полагает, что в фильме «слишком много внимания уделено обезьянке, хотя она есть и в романе». Наличие «ручной обезьянки в качестве важного персонажа» снижает уровень картины. Тем не менее, по мнению Беккера, «это, пожалуй, лучший фильм киносерии об Эллери Куине производства Columbia Pictures. Но это не говорит о многом, поскольку сериал в целом вызывает огромное разочарование».
Как пишет историк Курт Серку, «в этом фильме Эллери Куин изображен полным болваном», тем не менее, по его мнению, «это, пожалуй, лучший фильм о Куине от Columbia, поскольку он довольно точно повторяет сюжетную линию романа, хотя и полностью меняет место действия и имена персонажей. Но он всё равно слишком слаб, чтобы удовлетворить поклонников детективов… Всё совсем не идеально в этом фильме об убийстве сомнительного биржевого брокера».